# Himus
Himus  gusta je polutečna kaša delimično svarene hrane i digestivnih sokova koja se formira u želucu i crevima tokom procesa varenja. Himus  koji nastaje u želucu (želudačni himus) mehaničkom i hemijskom razgradnjom bolusa hrane monosaharidima, aminokiselinama, masnim kiselininama i enzimima, sastoji se od delimično svarene hrane, vode, hlorovodonične kiseline i raznih digestivnih enzima. Himus iz želuca ova kisela kaša (pH oko 2) u porcijama prelazi u crevo u kome se neutrališe (rakcijom kiseline sa bazom) i  meša sa crevnim sadržajem u intestinalni (crevni) himus. U duodenum, a potom i crevima počinje ekstrakcija hranljivih materija iz himusa. U zavisnosti od količine i sadržaja obroka, želudac će svariti hranu u himus u vremenu od 40 minuta do 3 sata.
Kako himus prolazi kroz želudac i creva, on postepeno skuplja ćelijske ostatke i druge vrste otpadnih proizvoda.  

## Fiziologija
Prema mestu nastanka himus može biti:
- želudačni himus: kaša hrane sa želudačanim sokom,
- intestinalni (crevni) himus: kaša hrane sa crevnim sadržajem.

### Želudac
U želucu  digestivni sokovi koji se formiraju od izlučenog sadržaja želudačnih žlezda  u svom sastavu imaju enzim pepsin (koji razgrađuje proteine), i hlorovodoničnu kiselinu. U stvaranju himusa u želucu učestvuju mišićne kontrakcije zidova želuca koji pomažu u mešanju hrane i digestivnih sokove. 
Kada čestice hrane postanu dovoljno male i tečna ili polutečne konzistencije, himus prelazi u redovnim intervalima peristaltikom želuca u duodenum. Ugljikohidratna hrana se evakuiše brže od hrane bogate proteinima. Masna hrana ulazi u duodenum najsporijom brzinom.
Pilorični sfinkter je aktivno uključen u proces evakuacije i formiranje intestinalnog himusa koji se stvara u duodenum, jer određuje veličinu evakuisanih čestica, koje ako su promera većeg od 1,0-1,2 mm,  vraća na doradu u antrum želuca.

### Dvanaestopalačno crevo
Himus se iz želuca  evakuiše u duodenum (kratak deo tankog creva koji se nalazi između želuca i ostatka tankog creva. kroz pilorični sfinkter koji ih razdvaja.  Sadržaj želuca ulazi u dvanaestopalačno crijevo u odvojenim delovima pod uticajem kontrakcije mišića želuca nakon što se otvori pilorični sfinkter pod uticajem iritacije receptora sluzokože piloričnog dela želuca hlorovodoničnom kiselinom. 
Kada pređe  iz  duodenum, hlorovodonična kiselina, koja se nalazi u himusu, deluje na hemoreceptore duodenalne sluzokože,  što dovodi do zatvaranja piloričnog sfinktera. Brzina prelaska sadržaja želuca u duodenum zavisi od sastava himusa, osmotskog pritiska , zapremine, kiselosti, temperature i konzistencije želudačnog sadržaja, stepena punjenja duodenuma i stanja piloričnog sfinktera. 
Nakon neutralizacije kiseline u duodenumu alkalnim duodenalnim sokom, pilorični sfinkter se ponovo otvara. Duodenum je zaštićen debelim slojem sluzi i neutrališućim delovanjem natrijum bikarbonata iz žuči. 
Duodenum luči hormon, holecistokinin (CCK), koji izaziva kontrakciju žučne kese, oslobađajući alkalnu žuč u duodenum. Holecistokinin takođe izaziva oslobađanje digestivnih enzima iz pankreasa.  Duodenum takođe proizvodi hormon sekretin koji stimuliše lučenje velike količine natrijum bikarbonata pankreasa, što zatim podiže pH vrednost himusa na 7, na kojoj  enzimi iz želuca više nisu aktivni. Do daljeg razlaganja hranljivih materija dolazi pod uticajem digestivnih ezima iz pankreasa i jetre kao i anaerobnih bakterija, koje u isto vreme pomažu u obradi ostataka bolusa hrane Ove bakterije takođe pomažu u sintetizaciji vitamina B i vitamina K, koji će se apsorbovati zajedno sa drugim hranljivim materijama. 

### Tanko crevo
Kada dospe u tanko crevo himus se dodatno obogaćuje enzimima i njegovo mešanje se nastavlja. Kada su čestice hrane dovoljno smanjene  po veličini i sastavu, crevni zid ih apsorbuje i transportuje u krvotok.  Kako se u tankom  crevu voda  iz himusa apsorbuje tako himus postepeno postaje sve čvršći.
Na svom putu kroz tanko crevo himus prolazi prvo kroz jejunum koji je dugačak oko 2,5 m i u njemu se većina sada lako svarljivih hranljivih materija apsorbuje iz himusa u krvotok da bi ga telo koristilo. Himus potom putuje kroz jejunum u ileum, koji je poslednji deo tankog creva. U ileumu koji je dugačak oko 3,5 m nastavlja se apsorbcija hranljivih materija kao i  tečnosti iz himusa. Dok putuje kroz ileum, tanki tečni izgled himusa počinje da se zgušnjava jer se povećava količina hranljivih materija a deo tečnosti se apsorbuju u telo.
Iz tankog creva preostali deo himus prelazi u debelo crevo.

### Debelo crevo
Neki prehrambeni sastojci se prenosi iz tankog creva u debelo crevo, i rektum.  Kod ljudi , oko 0,5-4 litre himusa dnevno prođe iz tankog crijeva u debelo crevo kroz ileocekalni zalistak koji ih razdvaja.  Komponente delimično svarene hrane, kao i biološki aktivne materije koje su ušle u himus iz želuca i žlezda za varenje, deluju kroz epitel creva regulišući njegovu sekretornu i motoričku funkciju. 
U debelom crevu, procesi varenja se značajno razlikuju od onih u tankom crevu. U debelom crevu, na himus deluju bakterije koje razgrađuju proteine, skrob i neka biljna vlakna koja drugi organi ne vare u potpunosti. U tankom i u debelom crevu voda se apsorbuje tako da himus postepeno postaje sve čvršči.  U debelom crevu je najintenzivna apsorpcija vode iz himusa. Struktura himusa se primetno menja i pretvara se u feces . Od 4 litre himusa koji ulazi u debelo crijevo formira se oko 150-200 g fecesa. 
U debelom crevu, na himus deluju bakterije koje razgrađuju proteine, skrob i neka biljna vlakna koja drugi organi ne vare u potpunosti.   
Kada se svi hranljivi sastojci apsorbuju iz himusa, preostali otpadni materijal se kreće prema  kraju debelog creva, sve do sigmoidnog debelog creva i rektuma, da bi se kao formirana fekalna materija bio spreman za izlučivanje iz tela. 
Fekalne materije u rektumu se čuvaju sve dok ne bude spremne za izbacivanje iz tela tokom defekacije.

## Spoljašnje veze
|  | Molimo Vas, obratite pažnju na važno upozorenje u vezi sa temama iz oblasti medicine (zdravlja). |